# Helmut Krcmar
Helmut Alfred Otto Krcmar [kʁɛtʃma:ɐ̯] (* 16. Dezember 1954 in Hanau) ist ein deutscher Wirtschaftsinformatiker und Wirtschaftswissenschaftler. Er ist Gründungsdekan (2018–2020) und Beauftragter des Präsidenten für den TUM Campus Heilbronn. Seit 2020 leitet er die Forschungsgruppe KrcmarLab an der TUM School of Computation, Information and Technology der Technischen Universität München (TUM). Zudem ist er Zweitmitglied der TUM School of Management. Helmut Krcmar ist TUM Emeritus of Excellence der TUM Senior Excellence Faculty. Er war von Oktober 2010 bis September 2013 Dekan der Fakultät für Informatik der Technischen Universität München. Er war von 2016 bis 2019 Mitglied des TUM Senats und des Hochschulrats. Von Juli 2018 bis Juli 2020 war er Vice Dean der TUM School of Management. Von 2003 bis 2023 war er akademischer Direktor des SAP University Competence Center @ TUM.

## Leben
Nach dem Studium der Wirtschaftswissenschaften an der Universität des Saarlandes war Krcmar von 1978 bis 1984 Mitarbeiter am Institut für Wirtschaftsinformatik an der Universität des Saarlandes bei August-Wilhelm Scheer. Er hatte eine Postdoc-Stelle am IBM Los Angeles Scientific Center und war Assistenzprofessor für Informationssysteme an der Leonard Stern School of Business der New York University sowie am Baruch College der City University of New York. Von 1987 bis 2002 war er Inhaber des Lehrstuhls für Wirtschaftsinformatik im Institut für Betriebswirtschaftslehre an der Universität Hohenheim. Krcmar war seinerzeit mit 32 Jahren der jüngste BWL-Professor (C4) in der Bundesrepublik. An derselben Universität war er von 2000 bis 2002 Dekan der Fakultät für Wirtschafts- und Sozialwissenschaften. Von 2002 bis 2020 hielt er den Lehrstuhl für Wirtschaftsinformatik der Fakultät für Informatik an der Technischen Universität München inne.
Krcmar ist Senior Scholar und Fellow of the Association for Information Systems (AIS). Helmut Krcmar war von Juli 2014 bis Juni 2015 Präsident der AIS. Seit der Gründung der AIS 1995 ist er an vielen ihrer Aktivitäten beteiligt, so z. B. 2017 ECIS Co-Chair und 2019 ICIS Co-Chair. Zudem war Krcmar 2011 Mitglied der AIS „Senior Scholar’s Group“ sowie des Leo Awards Komitees. In diesem Komitee war er 2012 Vorsitzender.
In der Forschung beschäftigt sich Krcmar insbesondere mit den Themen Digitale Transformation, Informationsmanagement, Wissensmanagement, Plattformbasierte Ökosysteme, Management IT-basierter Dienstleistungen, dem E-Government sowie der Computerunterstützung für die Kooperation (CSCW). Dabei arbeitet er in seiner Forschung mit vielen internationalen Unternehmen zusammen und hat mehr als 100 Dissertationen betreut. Krcmar ist ein häufig zitierter Autor (h=83) und Mitglied verschiedener Editorial Boards, wie beispielsweise ACM Transactions on Management Information Systems, Electronic Markets, ISeB, sowie JIT (Advisory Board) und JSIS (Honorary Board). Er ist Co-Autor zahlreicher Forschungsartikel, die in Information Systems Journals, wie MISQ, JMIS, JIT, JSIS, EJIS, ISJ, I&M, CAIS, TOCHI und BISE veröffentlicht wurden. 2015 ist sein Buch „Informationsmanagement“ in Deutschland in der 6. Auflage erschienen.
Krcmar hat 2019 im Wirtschaftswoche-Ranking der forschungsstärksten BWL-Professoren im deutschsprachigen Raum den 1. Platz erreicht. 2019 wurde er zum außerordentlichen Mitglied der Deutschen Akademie der Technikwissenschaften (acatech) gewählt.
Helmut Krcmar wurde 2021 mit dem Bundesverdienstkreuz am Bande ausgezeichnet.
Am Dies Academicus 2024 der Universität St. Gallen (HSG) wurde Helmut Krcmar in Anerkennung seiner herausragenden wissenschaftlichen Leistungen sowie seiner Verdienste um die Wirtschaftsinformatik-Community ein Ehrendoktorat verliehen.
Unter seinen Doktoranden und Habilitanden sind bekannte Wirtschaftsinformatiker wie Axel Lamprecht, Birgit Schenk, Bernd Vöhringer und Jan Marco Leimeister.

## Weitere Aktivitäten/Mitgliedschaften
Krcmar ist Mitglied des Boards des Center for Digital Technology and Management (CDTM). Er ist Mitgründer und war bis 2018 Sprecher von CeDoSIA, dem interdisziplinären Doktorandenprogramm der Fakultät für Informatik an der TUM. Er war von 2004 bis 2007 Gründungsdirektor der TUM Executive Education (damals Communicate! Executive Training Program Communication and Leadership) und ist heute Academic Director des TUM EEC Executive MBA Studiengangs „Business and IT“.
Er ist Vorstandsmitglied und Vorsitzender des Forschungsausschusses des Münchner Kreis e. V. und Mitglied des Vorstandes der Open Source Business Alliance – Bundesverband für digitale Souveränität e. V. Er war Senior Fellow und Mitgründer der fortiss gGmbH, Forschungsinstitut des Freistaats Bayern für softwareintensive Systeme und Services, und war Senior Fellow am Deutschen Forschungsinstitut für öffentliche Verwaltung. Er ist Mitgründer und war bis 2019 Vorsitzender des Nationalen E-Government Kompetenzzentrums. Er ist Gründer der ITM GmbH und Mitbegründer bei Qupe GmbH und der Tür an Tür – Digitalfabrik gGmbH.

## Werke (Auswahl)
- mit Bettina Schwarzer: Grundlagen der Prozessorientierung. Gabler, Wiesbaden 1994, ISBN 3-8244-6136-6.
- mit Henrik Lewe, Gerhard Schwabe: Herausforderung Telekooperation. Springer, Heidelberg 1996, ISBN 3-540-61644-6.
- mit Matthias Bellmann, Tom Sommerlatte (Hrsg.): Praxishandbuch Wissensmanagement. Düsseldorf 2002, ISBN 3-933814-97-9.
- Webbasiertes Projekt-Coaching. Eul, Lohmar 2006, ISBN 3-89936-451-1.
- mit Bettina Schwarzer: Wirtschaftsinformatik. 5. überarbeitete Auflage, Schäffer Poeschel, Stuttgart 2014, ISBN 3-7910-3397-2
- mit Ralf Reussner, Bernhard Rumpe: Trusted Cloud Computing. Springer, Schweiz 2014, ISBN 978-3-319-12717-0.
- Informationsmanagement. 6. Auflage, Berlin: Springer, 2015, ISBN 978-3-662-45862-4.
- mit Jan Marco Leimeister, Alexander Roßnagel, Ali Sunyaev: Cloud-Services aus der Geschäftsperspektive. Gabler, Wiesbaden 2016, ISBN 978-3-658-08256-7.
- mit Gerhard Oswald: Digitale Transformation. Springer Gabler, Wiesbaden 2018, ISBN 978-3-658-22623-7.